# Морпен, Жозеф
Жозеф Морпен (фр. Joseph Morpain; 1873—1961) — французский пианист и музыкальный педагог.
Окончил Парижскую консерваторию, класс Эмиля Декомба (соучеником и другом Морпена был Рейнальдо Хан, посвятивший ему несколько пьес). Он также был учеником Габриеля Форе. В дальнейшем её многолетний преподаватель, учитель Клары Хаскил, Мадлен де Вальмалет, Моники Хаас и др.